# Parejnok elektrický
Parejnok elektrický (Torpedo marmorata) je jedním z elektrických parejnoků žijících ve vodách v blízkosti Evropy. Má schopnost vytvářet elektrický proud, kterého používá při své obraně i lovu.

## Výskyt
Žije hlavně ve východních oblastech Atlantského oceánu, na severu je jeho výskyt ohraničen Severním mořem (kde žije jen v létě) a na jihu jižním cípem Afriky, obývá také Středozemní moře. Nejčastěji se vyskytuje blízko u dna, ať bahnitého či písčitého, v hloubkách od 10 do 30 m, jsou zaznamenány jeho ponory i do hloubky až 370 m. Vyhýbá se teplé vodě nad 20 °C.

## Popis
Je to paryba se silně zploštělým, diskovitým tělem pokrytým hladkou kůži bez šupin. Horní stranu těla má tmavě hnědou se světlými skvrnami (je proto snadno přehlédnutelný), spodní stranu má krémově bílou. Průměrně dorůstá do délky 60 až 80 cm, ojediněle až 1 m a jeho váha se pohybuje od 2 do 5 kg. Jeho prsní ploutve jsou zhruba stejně dlouhé jako široké. Má silný ocas nesoucí blízko u sebe dvě velikostně přibližně stejné trojúhelníkovité hřbetní ploutve. Stříkací otvory, kterými se zbavuje vody spolykané s potravou, se nacházejí za očima a jsou olemovány sedmi niťovitými výrůstky zahnutými dovnitř otvorů. Malá ústa obsahují řadu drobných ostrých zubů. V přední části trupu má párový orgán ve kterém vzniká elektrické napětí 220 V vyvedené do prsních ploutví.
Aktivní je hlavně v noci a za soumraku, ve dne leží částečně zahrabán u dna, nezakryty zůstávají jen oči a dýchací otvory. Loví menší ryby které ploutvemi obejme a po omráčení je polyká celé, živí se také korýši a dalšími bentickými bezobratlými živočichy.

## Rozmnožování
Tyto paryby jsou vejcoživorodé, doba březosti trvá 9 až 10 měsíců. Pět až třicet potomků o velikosti 10 až 14 cm se rodí v listopadu a prosinci, ihned po narození jsou schopni dávat elektrické rány a samostatně se živit.
Ve vodách Atlantského oceánu nemají významnějších nepřátel. Dožívají se 15 až 20 let, samice obvykle žijí déle.

## Význam pro člověka
Pro lidskou populaci je bez hospodářského významu, jeho maso není považováno za potravinu. Svým elektrickým výbojem může ohrozit neopatrné potápěče, způsobit jim bolest a úlek.

## Ohrožení
Parejnok elektrický nepatří mezi chráněné živočichy. Nebývá chován v zajetí a žije poměrně skrytým životem, proto jsou informace o jeho životě omezené stejně jako povědomí o počtu žijících jedinců. Červeným seznamem IUCN je hodnocen jako druh o němž není dostatek informací (DD).